# Кимир

Церковь в селе Кимир

Кимир (укр. Кимир) — село в Перемышлянской городской общине Львовского района Львовской области Украины.
Население по переписи 2001 года составляло 402 человека. Занимает площадь 2,89 км². Почтовый индекс — 81240. Телефонный код — 3263.